# ミュンヘン会談

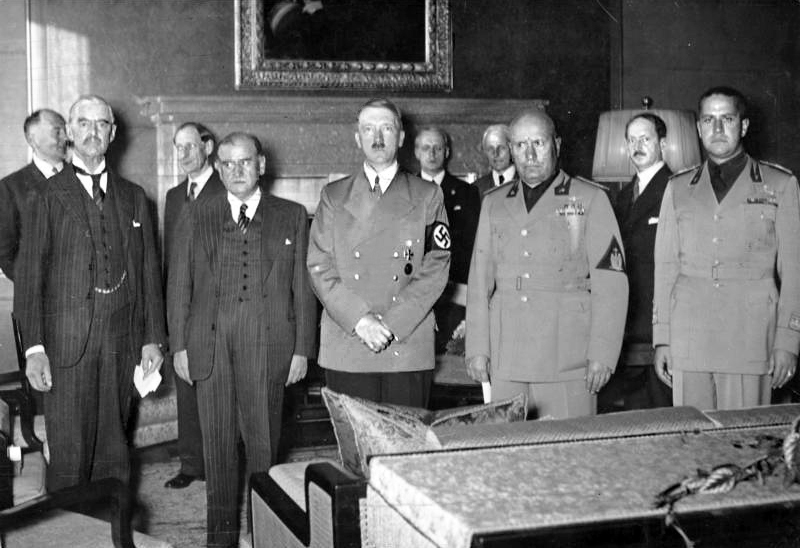
ミュンヘンに集まった英仏独伊の首脳。左からチェンバレン、
ダラディエ、ヒトラー、ムッソリーニ、チャーノ伊外相

ミュンヘン会談（ミュンヘンかいだん）は、1938年9月29日から30日に、チェコスロバキアのズデーテン地方帰属問題解決のため、ドイツのミュンヘンで開催された国際会議。
イギリス、フランス、イタリア、ドイツの首脳が出席。ドイツ系住民が多数を占めるズデーテンの自国への帰属を主張したドイツのアドルフ・ヒトラー総統に対し、イギリス・フランス両首脳は、これ以上の領土要求を行わないことを条件に、ヒトラーの要求を全面的に認め、1938年9月29日付けで署名された。
この会談で成立したミュンヘン協定は、戦間期の宥和政策の典型とされ、英仏の思惑とは裏腹にドイツの更なる増長を招き、結果的に第二次世界大戦を引き起こしたことから、一般には強く批判されることが多い。

## 背景
国民社会主義ドイツ労働者党（ナチ党）はヴェルサイユ条約で失った領土の回復および、ドイツ民族を養える土地をヨーロッパに求める考えを持っていた（東方生存圏）。1937年11月5日に総統官邸で行われた秘密会議において、ヒトラーは東方からの脅威を減少させるためにも、チェコスロバキアを消滅させる必要があると唱え、その領土からの食糧でドイツ民族を養う考えを示している（ホスバッハ覚書）。
同年6月24日、ドイツ陸軍参謀本部は、各国への侵攻作戦の策定を開始した。その中でもチェコスロバキアに侵攻する計画が「緑作戦」であった。特に西部のズデーテン地方は、ドイツにとっても重要な目標であった。
この地方は、チェコスロバキアでも有数の工業地帯であり、シュコダ財閥をはじめとする多くの軍需工場が立ち並んでいた。また、多くのドイツ系住民（チェコスロバキア全体の約28％）が居住していた。チェコスロバキア政府は、ドイツ人の独立運動を警戒し、ドイツ人を公務員に登用する事を禁止する措置を採っていた。そのため、ズデーテン地方のドイツ人政党であるズデーテン・ドイツ人党は、チェコスロバキアからの分離とドイツへの併合を唱えていた。ヒトラーは、かねてからズデーテン地方のドイツ系住民はチェコスロバキア政府に迫害されていると主張しており、解放を唱えていた。この際に持ち出されたのが、ヴェルサイユ条約の基本となった十四か条の平和原則にある民族自決の論理である。
また、チェコスロバキアの東半の領土であるスロバキアとカルパティア・ルテニア（en:Carpathian Ruthenia）はかつて北部ハンガリーと呼ばれており、トリアノン条約によってチェコスロバキアがハンガリーから奪取した経緯があった。ハンガリー王国は北部ハンガリーの回復を狙い、領有権を主張していた。さらにチェコスロバキア北部にはポーランドとの係争地が存在した。
一方で、チェコスロバキアは1924年1月25日にフランスと相互防衛援助条約を結んでおり、1935年5月16日にはソビエト連邦とも相互防衛援助条約を結んでいた。このため、チェコスロバキアへの領土要求は世界大戦を発生させる懸念があった。
1938年3月にドイツは、オーストリアを併合（アンシュルス）し、ズデーテン問題はドイツの次なる外交目標となった。

## 5月危機
1938年4月24日、ズデーテン・ドイツ人党党首コンラート・ヘンラインはチェコスロバキア政府に対し、ズデーテン地方でのドイツ人の自治と地位向上を求めた。5月7日、イギリスとフランスの公使はチェコスロバキア政府に対し、ヘンラインの要求を受け入れるよう求めた。
これを介入の好機と見たヒトラーは、国防軍最高司令部のヴィルヘルム・カイテル大将にチェコスロバキア侵攻計画『緑作戦』の策定を督促した。5月20日に『緑作戦』は完成し、ヒトラーに提出されたが軍の見通しは弱気であり、ヒトラーもいったんはチェコスロバキア侵攻を見送った。
しかし5月20日、ドイツ軍の動員情報を得たチェコスロバキア軍が予備役兵1万7千人の動員を開始し、情勢は緊迫化した。5月23日、ドイツ外務次官ヴァイツゼッカーはチェコスロバキア公使に対し、チェコスロバキア侵攻は無いと言明した。世界には戦争の危機が去ったという雰囲気が流れ、「小国チェコスロバキア」がヒトラーの意図をくじいたという新聞報道が多く見られた。ヒトラーの副官を勤めたフリッツ・ヴィーデマン中尉は、「外国の新聞による無用の挑発が、ヒトラーを戦争計画に踏み切らせた。その後彼は武力によるチェコ問題解決に熱中するようになった」 としている。
5月28日、ヒトラーは総統官邸に政軍の幹部を集め、「チェコスロバキアを地図から抹消する」決意を伝えた。5月30日、『緑作戦』準備が発令され、10月2日までに戦争準備を完成させるよう命令された。同時にイギリス・フランスの攻撃に備え、ジークフリート線の強化も行われた。ヒトラーはイギリスとフランスが介入しないという確信を持っており、幹部にもそう伝えている。
しかし、ドイツ陸軍参謀総長ルートヴィヒ・ベック上級大将は、フランスやイギリスの介入による欧州戦争の発生を危惧していた。当時、陸軍総司令官ヴァルター・フォン・ブラウヒッチュ上級大将をはじめとする軍幹部は対チェコスロバキア勝利は考えられるが、欧州戦争には勝てないという見通しを持っていた。ベックは軍幹部を説得してヒトラーに侵攻を思いとどまらせるよう計画するが、軍幹部はヒトラーへの反逆には消極的であった。ベックの立てた計画は、ヒトラーが戦争を回避しようとしない場合には、軍幹部が一斉に辞任することで開戦を不可能にする将軍たちのストライキや、ヒトラーを逮捕し、軍が一時的に権力を握って、開戦を妨げる、などであったが、結局、計画を実現するだけの同調者を軍内部に確保できず、8月18日に参謀総長を辞任した。ベックらは対チェコスロバキア開戦のタイミングを見計らってヒトラーを逮捕する計画を固め、8月18日にはロンドンに密使としてエヴァルト・フォン・クライスト＝シュメンツィンを送り、チェンバレンやチャーチルに対独強硬姿勢を取ることを勧告した。しかしチェンバレンは戦争を止められるのはヒトラーだけであると判断しており、強硬姿勢はヒトラーの立場を弱めるとして受け入れなかった。

## ズデーテン危機
攻撃を決定したドイツは、チェコスロバキア国内への工作を開始した。また、戦争準備を進めるドイツ軍の状況も世界に伝わり、ズデーテン情勢は緊迫を増した。
9月6日、ニュルンベルクでナチス党の第10回党大会が開催された。この党大会の最中にヒトラーがチェコスロバキアに対する最後通牒を行うのではないかという観測が流れ、チェコスロバキアからドイツに避難するドイツ人も多くなった。9月7日、ズデーテンドイツ人党はチェコスロバキア政府の譲歩案を蹴り、交渉打ち切りを通告した。9月12日、ヒトラーはズデーテンドイツ人の公正な処遇を求める演説を行った。宣戦布告はなかったが、翌日の9月13日には自治を求めるドイツ人がデモを行って警官隊と衝突し、プラハで非常事態宣言が出される事態となった。イギリス政府はヘンダースン駐独大使を介してゲーリングに英仏による仲介を呼び掛けたり、政府からのヒトラーへの報復措置を封じるなどの様々な呼びかけを行っていた。当時ヒトラー自身は、強気の態度を取り、イギリスの介入はあり得ないと読んでいたが、内心かなり不安だったようで、ハンス・フランクに「薄氷を踏んで深淵を渡る心地だ。だが、深淵は越えねばならない。」とその心境を吐露している。

### チェンバレンの介入
これを憂慮したフランス首相エドゥアール・ダラディエは、イギリス首相ネヴィル・チェンバレンにヒトラーを含む首脳会談の開催を提案した。チェンバレンは戦争回避のため自らドイツに出向いてヒトラーと会見する意志を固め、9月15日にベルヒテスガーデンでヒトラーとチェンバレンによる英独首脳会談が行われた。次の首脳会談までの間武力行使は行わないというヒトラーの約束をとりつけたチェンバレンは、内閣と協議するため一時帰国した。
一方でフランスおよびチェコスロバキアと相互援助条約を結んでいたソビエト連邦は、ルーマニア領とポーランド領をソ連軍に通過させることを条件として、チェコ支援の姿勢を示した。しかしベッサラビア問題でソ連と係争中のルーマニアはソ連軍を公然と領土通過させる事を認めなかった。またフランスも反共感情が強いイギリスに配慮する必要があった上に、大粛清で国力が低下していたソ連に頼ることはできないと考えた。ソ連もやがてチェコ問題に介入する熱意を持たなくなった。
チェンバレンはチェコスロバキアに譲歩させて戦争を回避する腹を固め、9月18日にフランス首相ダラディエと外相ジョルジュ・ボネをロンドンに招いて協議し、ダラディエもチェンバレンの意見に同意した。9月19日にプラハ駐在のイギリスとフランスの公使は、チェコスロバキア大統領エドヴァルド・ベネシュにズデーテン地方のドイツへの割譲を勧告した。さらに現存の軍事的条約の破棄も通告されたベネシュは、一時これを拒絶した。しかし「無条件で勧告を受諾しない場合、チェコスロバキアの運命に関心を持たない」という強硬なイギリス政府の通告により、9月21日、チェコスロバキア政府は勧告を受諾する声明を行った。翌日チェコスロバキアのミラン・ホッジャ内閣は総辞職し、ヤン・シロヴィー内閣が成立した。
この成果を携えて、22日にチェンバレンはゴーデスベルクでのヒトラーとの会談に臨んだ。しかしヒトラーはズデーテン地方の即時占領を主張し、また同日にハンガリー王国がスロバキアとカルパティア・ルテニアを、ポーランドがチェスキー・チェシーンの割譲をチェコスロバキアに要求していることを口実にチェンバレンの調停を拒否。会談は物別れに終わった。チェンバレンはヒトラーの強硬姿勢に驚き、外交的圧力のためにチェコスロバキアに動員の解禁を通告した。
後にデビッド・ロイド・ジョージ元首相が、ソ連大使イワン・マイスキーに語ったところによると、この時期チェンバレンが元首相スタンリー・ボールドウィンから「あなたは、どんな侮辱を受けても戦争を回避しなければならない」という助言を受けていた。ボールドウィンはイギリスの戦争準備が不十分であることを指摘し、戦局が悪化すれば大衆の感情が悪化し、「貴方と私たちを街灯の電柱で絞首刑にするだろう」と告げている。ロイド・ジョージはチェンバレンはこの助言の影響を強く受けたものと見ている。また外相ハリファックス伯はイギリス世論で平和主義が広がり、何よりも戦争回避が優先されたために強硬策がとれなかったと回想している。
23日、チェコスロバキアは総動員を布告した。ほぼ同じ頃、ドイツはズデーテン地方の即時割譲（一部の地域は人民投票で帰属を決定すること）を要求した。要求には即時割譲地域から9月28日までにチェコスロバキア軍・警察・官吏の即時退去させること、ただし家畜や産業資材などの動産の移動不可も指定しており、一方的な最後通告であった。
24日にフランスは条約に基づいて14個師団の動員を開始した。25日、チェコスロバキアは要求を拒絶し、英仏両国の支援を期待した。しかしフランスのボネ外相が「1938年にドイツに開戦したところで、1940年の敗北が2年早く訪れただけ」だと回想するように、英仏の戦争準備は整っていたわけではなかった。またフランスの新聞の大勢が戦争回避を訴えていたように、チェコスロバキア擁護のために第二次世界大戦を始めるべきという意見は、大衆の中においては極めて少数派であった。

## 難航する交渉
9月25日から26日の間に英仏首脳は会談し、「フランスがチェコスロバキアとの同盟関係の上でナチス・ドイツに参戦した場合、イギリスはフランスを支援する」ことを確認した。チェンバレンはヒトラーに親書を送り、ヒトラーとベネシュの会談を仲介する考えを伝えた。しかしヒトラーは9月26日に少数民族の問題が解決すればチェコの領土に関心を持たない事を保証する、「我々は一人のチェコ人も欲しくはない」と声明し、ベネシュ大統領を激しく非難するのみで交渉を拒絶した。さらにヒトラーは9月27日、9月28日午後2時までに領土引き渡しが行われない場合、チェコに侵攻する意思を英仏に伝え、英仏がそれに対して介入を行うと警告しても「それでは我々は皆、来週には戦争に入るだろう！」と恫喝し交渉は暗礁に乗り上げた。
フランスのボネ外相と、チェコスロバキアのベネシュ大統領はアメリカの仲介を望んだが、孤立主義者に配慮したアメリカ合衆国政府からは芳しい反応は返ってこなかった。一方でフランクリン・ルーズベルト大統領は、イタリアのベニート・ムッソリーニ首相に仲介者となるよう要請する親書を送っている。またソビエト連邦はチェコスロバキアをフランスが軍事的に支援する場合にはソ連も支援を行うと言う声明を行っている。
イギリスの内閣ではチェンバレンがドイツにズデーテン地方を渡すべきだと唱え、外相ハリファックス伯や海軍大臣ダフ・クーパーは反対したものの、ヒトラーの人格を信頼するようになったチェンバレンは受け入れなかった。この間にイギリスの陸海空三軍の参謀総長は、戦争となった場合にチェコ防衛は不可能であり、陸と空においてドイツ軍が優勢になり、戦争は長期化が避けられないという見解を内閣に示している。

## 会談

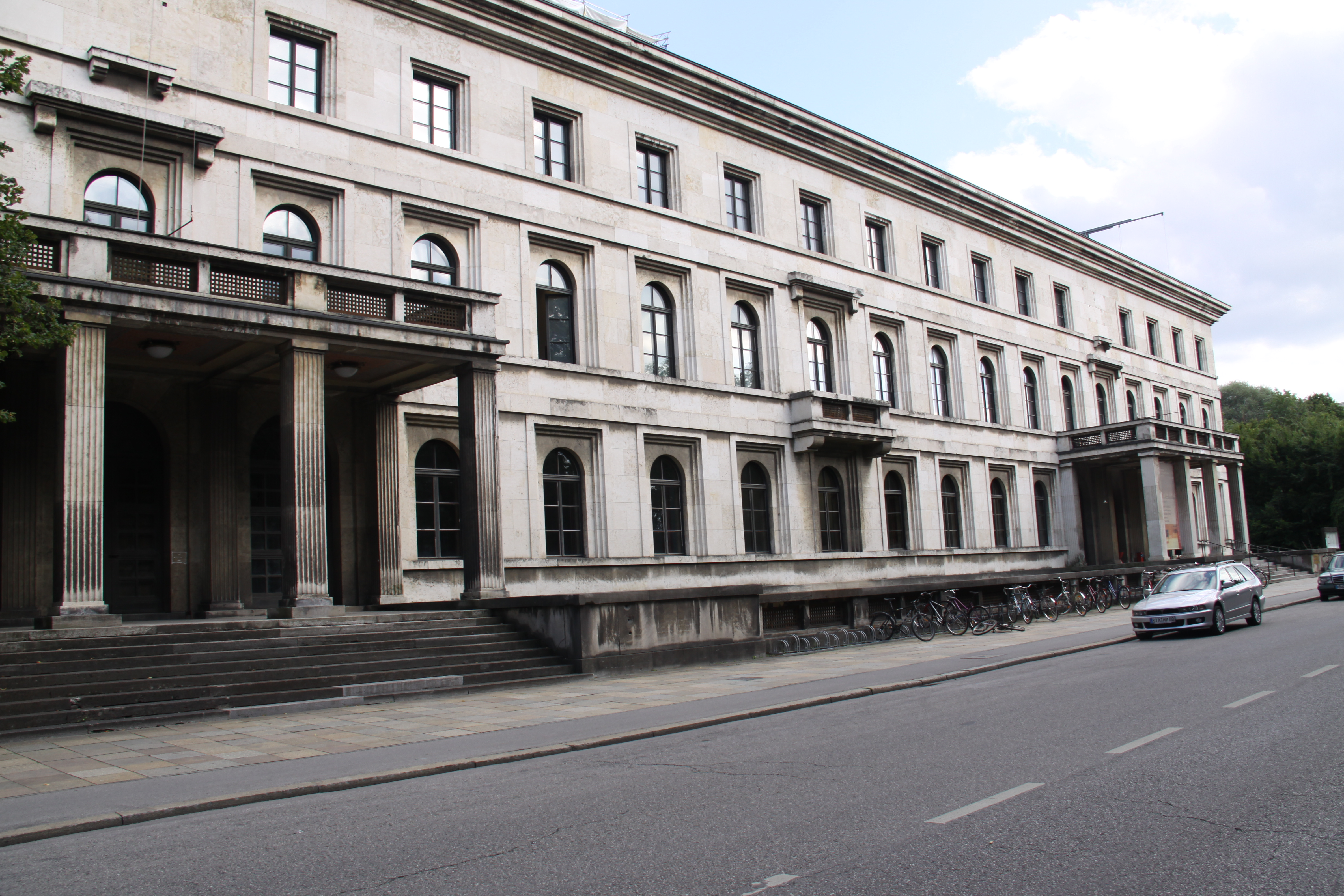
会談が行われたミュンヘンの総統館（現・ミュンヘン音楽・演劇大学）

9月28日午前10時、イタリア首相ベニート・ムッソリーニが仲介に入り、イギリスのチェンバレン、フランスのダラディエ、イタリアのムッソリーニ、ドイツのヒトラーが集まり会談を行う提案を行った。ヒトラーは応諾し、開戦の延期を声明した。報告を受けたイギリス議会では大歓声が起こり、戦争勃発の懸念から低迷していたニューヨーク株式市場も一斉に反発値上がりした。
9月29日、ミュンヘンで4カ国の首脳による会談が行われた。チェコスロバキア代表のヤン・マサリク駐英大使とヴォイチェフ・マストニー駐独大使は会議には参加できず隣室で待たされた。ダラディエは会議直前に「すべては英国人次第だ。我々は彼らに従うほかない」と発言している。
翌30日午前1時30分に会談は終了し、4か国によってミュンヘン協定が締結された。ドイツの要求はほとんど認められ、ハンガリーとポーランドの領土要求にも配慮された結果となった。隣室で待っていたマサリクとマストニーにはチェンバレンによって会談の結果が伝えられ、協定書の写しが手渡された。この時、マサリクは落胆のあまり涙を流したが、チェンバレンは大きく二度三度あくびをしたという。この一連の国際会議をミュンヘン会談という。

## ミュンヘン協定

分割されるチェコスロバキア。1はドイツ要求地域。2はポーランド要求地域、3はハンガリー要求地域の南部スロバキア、4は同じくカルパティア・ルテニア、5はチェコ、6はスロバキア

ドイツ・イギリス・フランス・イタリアは、原則としてすでにズデーテン地方のドイツへの譲渡について合意しているが、その遂行について以下のように協議した。この協定の遂行に各国は責任を負う。
1. （ズデーテン地方からのチェコスロバキア軍・官吏の）退去は1938年10月1日から開始される。
2. イギリス・フランス・イタリアは、チェコスロバキア政府が（ズデーテン地方からのチェコスロバキア軍・官吏の）退去について1938年10月10日までに域内の動産の破壊を伴わず完了させる責任を負うことに同意する。
3. 退去の詳細はイギリス・フランス・イタリア・チェコスロバキア・ドイツの代表で構成される国際委員会の裁定により定める。
4. ドイツ軍の占領は1938年10月1日より開始される。占領地域は4つの地域に分けられ、次の順序で占領される。(1)の地域は10月1日〜2日に、(2)の地域は10月2日〜3日に、(3)の地域は10月3日〜5日に、(4)の地域は10月6日〜7日に占領され、その他のドイツ人が多数居住する地域は前述の国際委員会の承認のうえで、10月10日に占領される。（掲載図と、この地域を指す数字との関連性はない）
5. 国際委員会は、人民投票を行う地域を決定する。投票の完了までは国際機関に統治される。人民投票の方法は、ザールでの方法を修正して行う。国際委員会は、投票日を11月末までの間において設定する。
6. 国境の最終的な画定は、国際委員会によってなされる。同委員会は4つの列強、ドイツ・イギリス・フランス・イタリアに勧告する権利を持つが、些細な民族誌学的な判断については人民投票無しに国境を確定することができる。
7. 住民の譲渡地域内外への移転選択権は、本協定成立の日から6ヶ月以内に行使されるものとする。ドイツ系住民の委員会は、この際に起こる問題の詳細を検討し、解決する。
8. 本協定成立4週間以内に、チェコスロバキア軍と警察は、退役したいと望むズデーテン・ドイツ人を退役させねばならない。また、チェコスロバキア政府は、政治犯として収監されているすべてのズデーテン・ドイツ人を釈放しなければならない。

協定の結果、ズデーテン地方は1938年10月1日から動産もろともナチス・ドイツに即時割譲すること、加えてその他のドイツ人が優勢を占める地域は国際委員会の裁定により、人民投票によって所属を決定する事が定められた。

## 協定締結後の動き

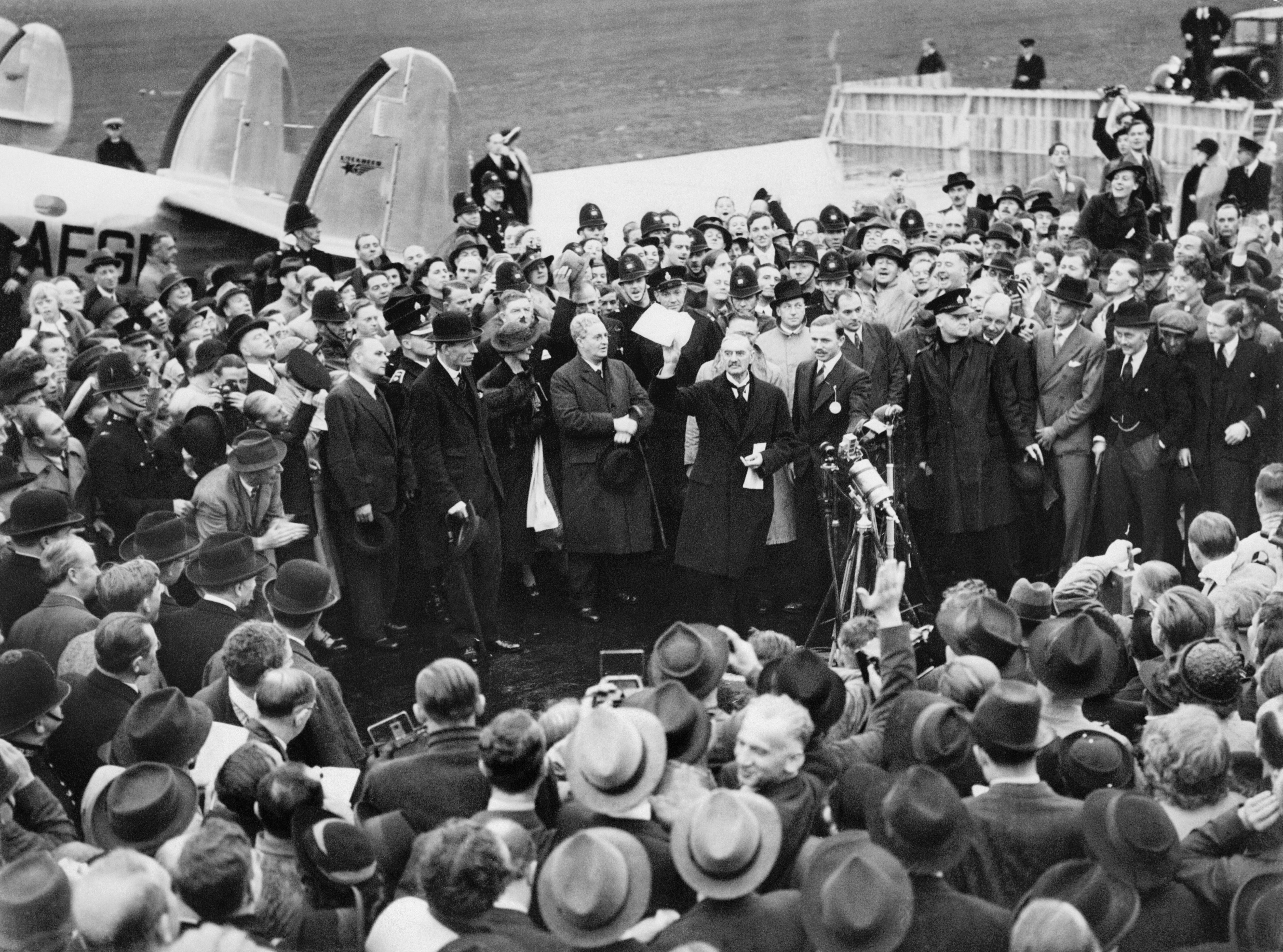
会談を終えヘストン飛行場に到着したイギリス首相ネヴィル・チェンバレン。

係争地域の多くの住民がドイツを支持している状況でのチェコスロバキア単独の対独戦争はさすがに無理があり、9月30日、チェコスロバキア首相ヤン・シロヴィーは協定受諾声明を行った。同日午前、チェンバレンはフランスに無断でヒトラーと会談を行い、英独海軍協定こそが両国相互不戦の象徴であるという英独共同宣言を行った。
これによって戦争の危機は回避され、チェンバレンやダラディエ、ムッソリーニは熱狂的な歓迎で本国に迎えられた。9月30日、ロンドンの飛行場に降り立ったチェンバレンは、空港を埋め尽くす歓迎の群衆に、英独共同宣言の文書を振りかざしてみせた。同日夜の首相官邸のバルコニーでの演説では、「我々の歴史の中で、名誉ある平和が戻ってきたのはこれで二回目である。これは我々の時代のための平和であると信ずる」と語った。
10月1日にはナチス・ドイツはズデーテン地方に進軍した。10月5日、ドイツ外相リッベントロップは英仏に対し、協定にある10月10日までに併合される「ドイツ人が多数居住する地域」は1918年の時点でドイツ人が50％以上住んでいる地域であると確認を求めた。英仏はこの要求に応じ、チェコスロバキアは住民投票を行うことを断念した。

## ミュンヘン協定への反応
パリでは町の一つに「チェンバレン」という名前がつけられ、街路にはダラディエやボネの名がつけられた。フランスの大衆紙『パリ・ソワール』は協定成立を実現した英仏の閣僚に別荘を送ろうというキャンペーンを行い、数日間のうちに60億フランが集まった。一方でフランス共産党や各党の一部に反ミュンヘン協定派も存在している。12月6日には善隣友好を示した仏独共同宣言の署名が行われている。
イギリスではチェンバレンの支持が高まったが、労働党の指導部や保守党のウィンストン・チャーチルやアンソニー・イーデンといった対独強硬派の反感は強まった。閣内でも、協定に反対したダフ・クーパー海軍大臣は辞任している。
一方戦争を回避してズデーテン地方を獲得したヒトラーは、冒険的な外交を行ってもイギリスやフランスが戦争に訴えることはないという確信を持つに至った。ズデーテン併合後間もない10月24日には、ポーランドに対して自由都市ダンツィヒの返還およびポーランド回廊にドイツが治外法権を持つ通行路の設置を求めている。後のポーランド侵攻に際してもヒトラーは英仏の介入は無いと判断している。また、ヒトラーの立場は確固としたものとなり、ベックらの反ヒトラーグループは潜伏を余儀なくされた。後に彼らのグループは当局から黒いオーケストラグループと呼ばれ、1944年7月20日にヒトラー暗殺未遂事件を発生させることになる。
ソビエト連邦はチェコスロバキアの隣国であり、相互援助条約を締結していたにもかかわらず、協定にほとんど関与できなかった。イギリス側はソ連に対して努力を行ったと弁明したものの、ソ連を蚊帳の外に置いて枢軸国と交渉を行った英仏に対するソ連指導部の不信感は強まり、後の独ソ不可侵条約の締結につながった。
ポーランドはテッシェンを獲得したことで親独的なムードが流れた。しかしドイツによるダンツィヒ要求は、相互援助条約を結んでいたフランスがドイツの対決を恐れ、条約の破棄を提案する事態を招いた。
アメリカのフランクリン・ルーズヴェルト大統領は当初はミュンヘン協定を支持していたものの、10月19日には「ミュンヘン協定が戦争への道を開いた」と述べ軍事力の拡大と、フランスへの軍事援助拡大政策をとることになる。しかしモンロー主義の立場を取る政治家からの非難を受け、孤立政策の継続を余儀なくされた。

## チェコスロバキアの崩壊

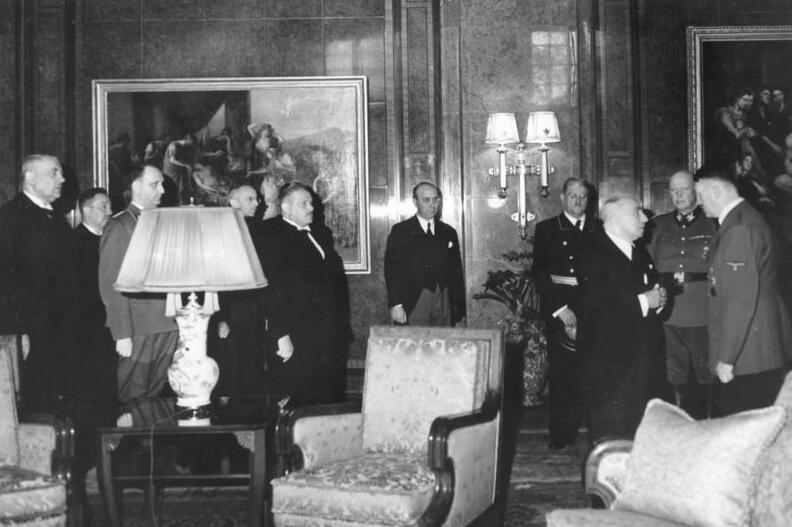
1939年3月15日、ベルリン総統官邸でのエミール・ハーハとヒトラー、ドイツ側閣僚

チェコスロバキアは国境地帯の要塞と、シュコダ財閥の軍需工場を始めとする工業地帯を失い、さらに多くの資産を失った。また、ポーランドは10月2日にテッシェンを獲得した。しかしハンガリーは協定に不服であり、軍の動員を行ってチェコスロバキア政府と交渉を続けた。11月2日の第一次ウィーン裁定により、チェコスロバキア国内の民族主義が沸騰し分離運動が活発になった。
翌1939年3月、ナチス・ドイツはチェコスロバキア国内の独立運動をあおってスロバキア共和国とカルパト・ウクライナをチェコスロバキアから独立させた。さらにハンガリーが南部スロバキアの奪回を目指して侵攻を開始した。3月15日にチェコスロバキアの大統領エミール・ハーハをベルリンに呼び寄せた。ヒトラーはハーハを脅し、「チェコスロバキアが保護国化を求め、ドイツはそれを受け入れた」という文書に署名させ、ドイツ軍を進駐させた。さらにカルパト・ウクライナはハンガリーに併合され、南部スロバキアもハンガリーに編入された。3月17日、英仏は抗議の意を示すため駐独大使を召還し、通商交渉を打ち切った。チェンバレンはドイツ単独による国境の変更がミュンヘン協定に違反しているとし、武力による挑戦が行われた場合にはそれに対抗すると警告した。
9月1日にはチェコはベーメン・メーレン保護領としてドイツの統治下となった。ここにチェコスロバキアは完全に消滅し、ミュンヘンの平和は半年も続かず終焉した。

## 協定の無効化
ドイツの行動によってミュンヘン協定は事実上空文となったが、チェコスロバキア亡命政府の働きかけによってイギリスが最終的にミュンヘン協定の無効、戦後のチェコスロバキア復活を宣言したのは、1942年8月5日のことであった。戦後ズデーテン地方のドイツ人の大部分は国外追放され、現在ではほとんど残っていない（チェコスロバキアからのドイツ人追放）。1973年1月21日に西ドイツとチェコスロバキア社会主義共和国間で締結されたプラハ条約の第一条では、ミュンヘン協定は無効と見なすと宣言されている。
しかし西ドイツ側としては、ミュンヘン協定は「1939年3月15日」までは効力を有していたという立場を取っていた。これは、プラハ条約の交渉段階で、チェコスロバキア側がこの解釈の余地をもった西ドイツ側の草稿を認めてしまったことに端を発するとの意見もある。1991年2月27日に締結されたドイツ＝チェコ善隣友好条約の交渉ではこの点が議論となり、プラハ条約の無効措置が再確認されている。

## 評価
ミュンヘン会談の結果は、その後のナチス・ドイツの増長を招き、第二次世界大戦勃発の要因の一つとなったとみなされている。のちのイギリス首相チャーチルは直後の議会演説で「すべては終わった。見捨てられ打ちのめされたチェコは沈黙と悲しみに包まれて闇の中に退場する。……われらの護りは恥ずべき無関心と無能にあったこと、われらは戦わずして敗北したこと、その敗北が後にまで尾をひくことを知れ。……これは終わりではない。やがてわれらに回ってくる大きなつけのはじまりにすぎぬ。」と非難し、著書『第二次世界大戦回顧録』の中で「第二次世界大戦は防ぐことができた。宥和策ではなく、早い段階でヒトラーを叩き潰していれば、その後のホロコーストもなかっただろう。」と述べている。
当時の駐英ソ連大使イワン・マイスキーは、イギリス外務次官のアレクサンダー・カドガンとの会談で、「近いうちに新たな、はるかに深刻なヨーロッパの紛糾が起こる」と非難するが、カドガンは一応協定を弁護しようとしたものの、最終的にはマイスキーの意見に同意している。
一方で、宥和政策ではなくナチス・ドイツを叩き潰そうと強攻策を取ったにせよ、第二次世界大戦は防ぐことができなかったであろうという意見もある。ミュンヘン会談の際に英仏がナチス・ドイツに譲歩したのは、戦争を回避するためだけでなく、ナチス・ドイツの勢力拡大よりもソビエト連邦の共産主義の方が脅威と考え、ドイツに譲歩することによって矛先をソ連に向けさせ牽制させようという思惑があったことが最大の理由だったと考えられている。
英仏はいずれにせよ対独開戦は避けられないと考えていたが、戦争準備のための時間稼ぎの必要性から譲歩を行ったという可能性も指摘されている。しかし、ドイツの再軍備は1935年に本格化したばかりであり、この時点では不十分であった。開戦時期が早いほど戦力的に連合軍が有利となるはずであった。イギリスの軍備不足についても、協定反対派のクーパー海軍大臣は、当時のイギリスの閣僚の中で、戦争となった場合ドイツに勝つことを疑っていた閣僚はいないと反論している。開戦により西方から攻められた場合、ドイツがそれを防ぐことは出来なかった可能性は高い。また、チェコの工業地帯を獲得し、当時自国で生産していた軽戦車に匹敵する戦車（LT-35、LT-38）およびその生産施設を得たことはドイツの戦争計画にとって大きな力ともなった。

## その他
- ミュンヘン会談が開かれた建物は、ナチス党本部褐色館の横に置かれたミュンヘンにおける総統官邸であり、現在はミュンヘン音楽・演劇大学の校舎になっている。
- ヒトラーのチェンバレンへの会談受諾と招待の連絡は、あたかもチェンバレンが下院で演説中に入ってきた。チェンバレンはかすれた声でヒトラーからの招待を告げた途端、場内はどよめいた。臨席中のメアリー皇太后を始め多くの人が感涙にむせんだが、チャーチルは憮然と「じゃあ、チェコはどうなるのだ。彼らに意見を傾ける者はいないのか。」とつぶやいた[36]。
- 会談は司会による議事進行もなく、各国代表が勝手に意見を述べ合い、そこへゲーリング（ドイツ航空相）、アンドレ・フランソワ＝ポンセ（駐独フランス大使）、ベルナルド・アットリコ（イタリア語版）（駐独イタリア大使）、ネヴィル・ヘンダースン（英語版）（駐独イギリス大使）などの外部の随員が部屋に入り込んでくる。しかもそれぞれ相手の言語を理解できなかったので、通訳官のパウル＝オットー・シュミット（ドイツ語版）一人に負担がかかって収拾がつかなくなった。ようやく独仏英三か国語に通じたムッソリーニが仕切ることで会議の体裁が整えられた。後にムッソリーニは「あのときは私の晴れ舞台であった。みんなが私に視線を注ぎ、まさにローマ皇帝の気分だった。」と述懐している[36]。
- 調印のあと、チェンバレンとヒトラーは今後の両国間における不戦の覚書を確認し、双方署名した。ヒトラーは「ヤー！ヤー！」と大声で賛意を示したが、チェンバレンの帰国後「奴の鼻をあかしたぞ。もう近い将来私を訪問することはあるまい。」とイギリスの老首相がわざわざ何度も自分に会いに来たことへの優越感を隠さなかった。チェンバレンは「この覚書に署名したのだから、ヒトラーが約束を守るならそれでよし。もし破ったら彼はそんな奴だとアメリカに理解されるだろう。」と楽観的な見通しを述べ、帰国後、ヘストン飛行場に降り立って、ヒトラーのサインを見せびらかしながら上機嫌で「大成功だ！上出来だ！」と周囲に吹聴した[36]。
- チェンバレンと同様、帰国したダラディエも熱狂的な歓迎で迎えられた。しかし、この際ダラディエは随行していた補佐官のサン＝ジョン・ペルスに対して「Ah les cons ! S'ils savaient（フランス語版）」（ああ、馬鹿者が！もし彼らが知っていれば。）と語ったという。